# رقيب الشمس الإفريقي
رقيب الشمس الإفريقي (باللاتينية: Heliotropium africanum) نوع نباتي يتبع جنس رقيب الشمس من الفصيلة الحِمحِمية.
موطنه أفريقيا.

## الوصف النباتي
نبات حولي قائم. أوراقه عادة ذات عروق غائرة في الوجه العلوي وبارزة في الوجه السفلي، والنورة انتهائية عنقودية ملتفة على شكل ذنب العقرب، والأزهار غالباً لاطئة، تتفتح في الربيع. والثمرة بنيدقة (بالإنجليزية: Nutlet)‏. النبات سام.